# هملت قربانوف
هملت آقاداداش اوغلو قربانوف (ترکی آذربایجانی: Hamlet Ağadadaş oğlu Qurbanov; ۱۳ اکتبر ۱۹۳۸ – ۱۹۹۶) بازیگر تئاتر و سینمای شوروی-آذربایجانی بود. او در سال ۱۹۸۲ عنوان هنرمند افتخاری اتحاد جماهیر شوروی آذربایجان را دریافت کرده بود.